# Indopazifischer Tarpun
Der Indopazifische Tarpun (Megalops cyprinoides) ist ein großer, maximal 1,5 Meter lang werdender Knochenfisch, der im tropischen und subtropischen Indopazifik vorkommt.

## Merkmale
Meist erreichen die Fische allerdings nur eine Länge von 30 bis 45 Zentimeter. Das maximale veröffentlichte Gewicht liegt bei 18 kg, das Höchstalter bei 44 Jahren. Die Fische sind von großen Schuppen bedeckt. Ihre Farbe ist oben blaugrün, die Flanken sind silbrig. Der Unterkiefer ragt deutlich über den Oberkiefer. Der Indopazifische Tarpun hat mehr als 23 Branchiostegalstrahlen. Zwischen den Kieferknochen befindet sich noch eine knöcherne Mittelplatte. Der letzte Flossenstrahl der Rückenflosse ist fadenartig verlängert. Die Brustflossen liegen weit unten, die Basis der Bauchflossen direkt unterhalb des Anfangs der Rückenflosse. Eine lungenartige Schwimmblase hilft den Tieren in sauerstoffarmem Wasser zu überleben. 37 bis 42 Schuppen erstrecken sich entlang der Seitenlinie. Die Fische haben 67 bis 68 Wirbel.
Flossenformel: Dorsale 16–21, Anale 23–31, Ventrale 9.

## Verbreitung
Die Fische leben im Roten Meer und im Indopazifik von Natal bis zu den Gesellschaftsinseln. Nördlich kommen die Fische bis Südkorea vor, südlich bis in die Arafurasee zwischen Australien und der Insel Neuguinea und New South Wales.
Die Population des Indischen Ozeans dringt weit in ostafrikanische Flüsse ein, besonders in den unteren Sambesi und seine Nebenflüsse und wird noch im unteren Shire in Malawi und im Save in Simbabwe gefunden.

## Lebensweise
Adulte Indopazifische Tarpune sind vor allem Ozeanbewohner, die sich räuberisch von Fischen und Krebstieren ernähren. Jungfische bewohnen Flüsse, Flussmündungen, Buchten und Mangroven. Sie tolerieren sauerstoffarmes Wasser, einen schwankenden Salzgehalt und einen pH-Wert von 5,2 bis 9,1. Die Fische laichen küstennah, wahrscheinlich das ganze Jahr über. Die Larven sind bandförmig, transparent und ähneln, bis auf ihre gegabelte Schwanzflosse, denen der Aale (Leptocephaluslarven).

## Nutzung
Der Indopazifische Tarpun wird von Hochsee-Anglern geangelt. Der Rogen wird an den Küsten eingesammelt und die geschlüpften Jungfische in Aquakulturen kommerziell aufgezogen. Er gilt nicht als guter Speisefisch.